# Vladimir Gardin
Vladimir Rostislavovič Gardin, (ruski: Влади́мир Ростисла́вович Га́рдин; Tver, Rusija, 6. siječnja 1877. – Sankt-Peterburg, Rusija, 28. svibnja 1965.), ruski filmski redatelj.

## Filmovi
- Ana Karenjina (1914.)
- Plemenito gnijezdo (1914.)[1][2]

## Vanjske poveznice
- Vladimir Gardin na kino-teatr.ru